# 梅岡義貴
梅岡 義貴（うめおか よしたか、1920年7月25日 - 2005年12月30日）は、日本の心理学者。
1943年東京帝国大学文学部心理学科卒業、同大学院を経て、1949年東京水産大学講師、1952年北海道大学助教授、教授、1976年東京大学文学部心理学科教授、1981年定年退官、学習院大学教授。1991年退職。日本動物心理学会理事長を務めた。2005年、肺炎のため死去。
1961年　東京大学 文学博士　論文の題は「相互行動の分析法について 」。1993年 日本心理学会名誉会員。

## 著書
- 『学習心理学』 大山正共編著 誠信書房 1966
- 『思考とは何か 数学・物理学・工学・行動科学・心理学・哲学の側面から』 山内恭彦、坂本百大共編著 ダイヤモンド社 1970
- 『心理学の展開』 大山正共編著 北樹出版 1980.4 (大学教養選書)
- 『行動科学入門』 田所作太郎共編著 北樹出版 1984.9 (大学教養選書)

## 論文
- 「心理学的力の測定-実験と考察」 『心理学研究』 第18巻 5・6 合輯 1943
- 「現象的環境の実証性-行動に関して」 『心理学研究』 第19巻 1輯 1944
- 「下位目標について」 『動物心理学年報』 第2輯 1948
- 「行動主義における因果の問題」 『心理学研究』 第21巻 2号 1951
- 「定列補強の或る解析法」 『千輪浩先生還暦記念論文集 最近心理学の諸問題』 東京大学・同記念事業委員会発行 1952
- 能見義博と共著 「補強配合の効果について」 『心理学研究』 第22巻 2号 1952
- "Goal-oriented group process in an operationally constrained situation", Japanese Psychological Research, Vol. 2, 1960
- 「群系と要素」 『科学基礎論研究』 第6巻 1号 1962
- 「相互行動の分析法について-集団と成員、集団過程を中心に」 『年報社会心理学』 第4号 1963
- "A 2 × 2 non-constant-sun game with a coordination problem", Journal of Conflict Resolution, 14, 1970
- 「ウナギにおける条件性心拍動」 Proceedings in the 20th International Congress of Psychology, 1972
- 共著 「シロネズミにおける反応依存型変容スケジュールの分析」 『動物心理学年報』 第25巻 2号 1975
- 「戦後における学習研究の動向」 『日本の心理学』 日本文化科学社 1982
- 「記憶情報に関するモニタリング機能について」 (文部省科学研究費成果報告書) 1988
- 「学習心理学の今日と未来」 『心理学基礎論文集-昭和記念集』 新曜社 1995

## 注
1. ↑  大山正「梅岡義貴先生を偲んで」『動物心理学研究』第56巻第1号、日本動物心理学会、2006年6月25日、4-5頁、NAID 110004745196。
2. ↑  二木宏明「追憶の梅岡義貴先生」『基礎心理学研究』第25巻第1号、日本基礎心理学会、2006年、150-151頁、doi:10.14947/psychono.KJ00004450624。
3. ↑  博士論文書誌データベース
4. ↑  『日本心理学者事典』クレス出版、2003年。ISBN 4-87733-171-9。